# Ліам Томас Мак Косгейр
Вільям Томас Косгрейв (ірл. Liam Tomás Mac Cosgair; 6 червня 1880 — 16 листопада 1965) — ірландський революціонер і політик, перший прем'єр-міністр новоствореної Ірландської Вільної держави.
Косгрейв, на відміну від республіканця Де Валери, був представником багатих прошарків суспільства, які були зацікавлені у збережені економічних зв'язків з Англією.